# 당신에게
당신에게(あなたへ, Dear)는 일본에서 제작된 후루하타 야스오 감독의 2012년 드라마 영화이다. 다카쿠라 켄 등이 주연으로 출연하였다.

## 출연

### 주연
- 다카쿠라 켄
- 다나카 유코
- 사토 코이치

### 조연
- 쿠사나기 츠요시
- 요 키미코
- 아야세 하루카
- 미우라 타카히로
- 아타키 히데지
- 나가츠카 쿄조
- 하라다 미에코
- 아사노 타다노부
- 기타노 다케시

## 제작진
- 조명: 나카무라 유키
- 녹음: 혼다 츠토무
- 미술: 야우치 쿄코